# Олга Говорцова
Олга Говорцова (на беларуски: Вольга Гаварцова) е професионална тенисистка от Беларус. Говорцова дебютира на първия си професионален турнир по тенис през 2002 г. На 14-годишна възраст Говорцова печели един от най-престижните юношески турнири по тенис „Ориндж Боул“ (до 14 години). Победата в този турнир я класира на осма позиция в юношеската световна ранглиста по тенис. Неин личен треньор е Джон Родик, който е брат на американския тенисист Анди Родик.
В професионалната си кариера, беларуската тенисистка има спечелени три титли на двойки в Истанбул през 2008 г., Гуанджоу през 2009 и в Ташкент отново през 2009 г. Има два загубени финални мача — през 2008 г. на турнира в Мемфис тя е победена от американката Линдзи Дейвънпорт, а през 2009 г. губи „Купата на Кремъл“ от Франческа Скиавоне. Силното представяне на Говорцова през 2009 г. и отрежда място сред петдесетте най-добри тенисистки в света.
На 11.04.2010 г., Олга Говорцова записва запомнящо се участие на турнира в Понта Ведра Бийч. В първия кръг на турнира тя сломява съпротивата на Альона Бондаренко с резултат 6:3, 4:6, 6:0. Полуфиналният мач печели срещу словашката тенисистка Доминика Цибулкова с резултат 6:4, 7:5. Във финалния мач е надиграна от състезаващата се за Дания полякиня Каролине Возняцки с 2:6, 5:7.
На 19.02.2011 г. тя печели шампионската титла на двойки от турнира в американския град Мемфис. Във финалната среща, партнирайки си с руската тенисистка Алла Кудрявцева, надделява над своите чешки опонентки Андреа Хлавачкова и Луцие Храдецка с резултат 6:3, 4:6, 10:8. На 12.06.2011 г. двете печелят турнира „АЕГОН Класик“ в английския град Бирмингам, като надиграват италианките Сара Ерани и Роберта Винчи с 1:6, 6:1, 10:5.